# Степановка Вторая (Запорожская область)

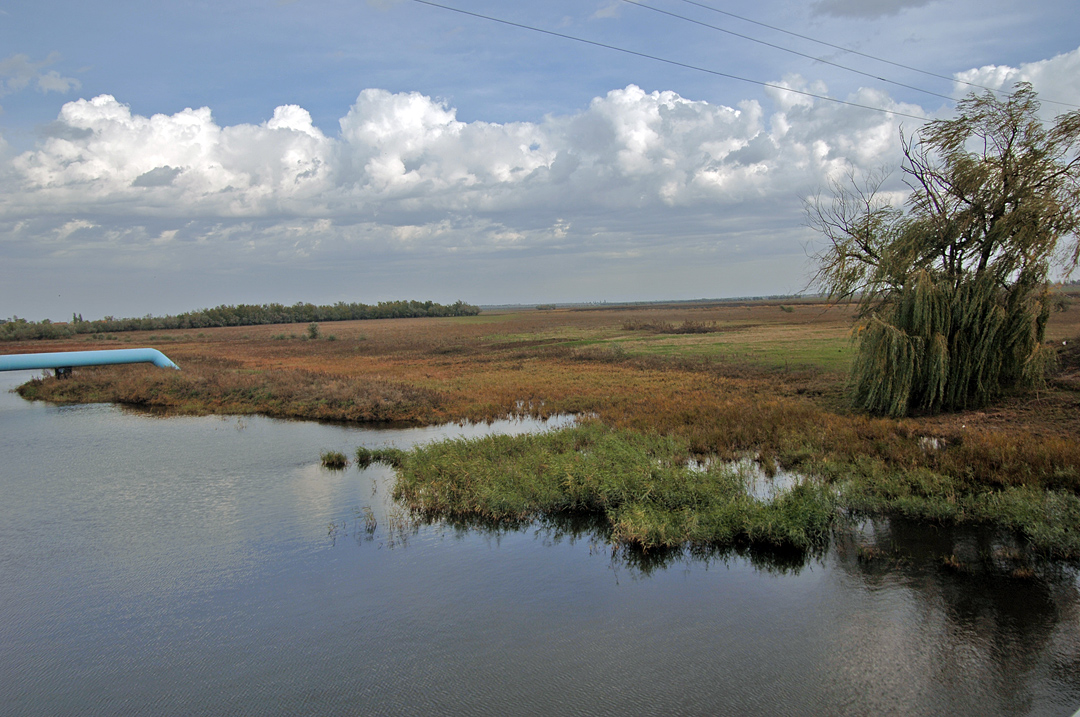
Река Корсак недалеко от Степановки Второй

Степа́новка Втора́я (укр. Степанівка Друга) — село, Мелитопольский район, Запорожская область, Украина.

## Географическое положение
Село Степановка Вторая находится на левом берегу реки Корсак. Ниже по течению вплотную примыкает к селу Богдановка, выше по течению в 3 километрах на северо-восток расположено село Прудентово. В 10 километрах на юг находится Обиточный залив Азовского моря. В 6 километрах на юго-запад проходит автомобильная дорога М-14 (E 58).
Расстояние до административных центров: 43 километра на запад до Мелитополя — центра Мелитопольского района, 122 километра на северо-запад до Запорожья — центра Запорожской области.

## Население
|         | 1864 | 1886 | 2001 |
| ------- | ---- | ---- | ---- |
| Дворов  | 80   | 80   |      |
| Человек | 386  | 548  | 752  |

Основное население — таврические болгары, разговаривают на болгарском языке.

## История
Село Степановка Вторая основано в 1862 году болгарскими колонистами из бессарабского села Чишма-Варуита и города Болград на месте ногайского поселения Сарла́р.
Старые названия — Степановка, Сарлар, Оймау́т 2-й.
В 1864 году — болгарская колония в составе Бердянского уезда Таврической губернии.
В 1886 году колония входила в Цареводаровскую волость Бердянского уезда Таврической губернии. Имелись школа и Покровская церковь, относившаяся к Таврической духовной консистории.
В 1941—1943 годах во время Великой Отечественной войны село находилось под оккупацией нацистской Германией. 20 сентября 1943 года освобождено советскими войсками.
В 2020 году в результате ликвидации Приазовского района, село вошло в состав Мелитопольского района.

## Упоминания
В 2009 году была издана книга В. Д. Добрева «Чушмелий: к 150-летию переселения болгар из Бессарабии в Таврию», описывающая переселение болгар из Бессарабии в сёла Степановка Вторая и Богдановка.

## Уроженцы села
- Добрев Владимир Демьянович (род. 1949) — краевед, автор книги «Чушмелий: к 150-летию переселения болгар из Бессарабии в Таврию»[4].